# Guercœur
Personnages
Guercœur est un opéra en trois actes et cinq tableaux d'Albéric Magnard sur un livret en français du compositeur. Rendu public en 1904, l'opéra ou tragédie en musique, n'est joué sur scène pour la première fois qu'en 1931.

## Historique
Composé entre 1897 et 1901, il est créé dans son intégralité le 23 avril 1931 à l'Opéra de Paris sous la direction de François Ruhlmann avec notamment Yvonne Gall et Germaine Hoerner.
Soucieux des interprètes et encore plus des décors et de la mise en scène de son œuvre, Albéric Magnard ne réussira jamais à faire représenter son deuxième opéra après l'achèvement de la partition fin février 1901.
Si la direction de l'Opéra-Comique fait miroiter au compositeur une production au cours de la saison 1907-1908, elle finira par reculer et commander à la place son opéra Bérénice (qui n'était alors pas achevé). Le directeur de l’Opéra-Comique Albert Carré (n’appréciant pas vraiment Magnard) refusera toujours de la programmer : selon lui, la mise en scène impose de nombreux changements de décors et la partition regorge de longs interludes symphoniques difficiles à mettre en scène.
Magnard se résigne donc à faire exécuter les actes séparément en version de concert : le troisième acte est joué à la Salle Poirel de Nancy le 23 février 1908, sous la direction de Guy Ropartz, par l’Orchestre et les Chœurs du Conservatoire, Louis Froelich de la Cruz (Guercœur), Charlotte Mellot-Joubert (Vérité), Anna Villa (Bonté), Marthe René (Beauté), Alice Brégeat (Souffrance) tandis que le premier est créé à Paris le 18 décembre 1910 au Théâtre du Châtelet, sous la direction de Gabriel Pierné, avec Charles W. Clarck (Guercœur), Eva Grippon (Vérité), Melle Lormont (Bonté), Catherine Mastio (Beauté), Melle Vilmer (Souffrance), Maquaire (l’Ombre d’un Poète).
La critique et le public, jusqu'alors très partagés sur la musique de Magnard, feront un triomphe lors de ces représentations : la musique est unanimement saluée.
Ce seront cependant les seules interprétations de Guercœur du vivant de Magnard, qui refusera d’ailleurs qu’on interprète le deuxième acte en concert, arguant, à juste titre, qu'il est insensé sorti de son contexte, en plus d’être beaucoup plus long que les deux autres actes réunis.
Mais Albéric Magnard est tué par des soldats allemands auxquels il s'oppose, seul, en 1914, et qui brûlent sa maison en représailles. Une partie importante de la partition (les actes 1 et 3) ayant brûlé lors de cet incendie, c'est Guy Ropartz qui restaura la partition intégrale de l'ouvrage à partir de la réduction pour piano et du deuxième acte retrouvé intact.
La mort de Magnard sera intimement liée au sort de l’œuvre, forgeant ainsi un mythe autour du compositeur.
Magnard défend sa propriété de Baron lors de l'arrivée de uhlans allemands en route pour Paris, le 3 septembre 1914 : mécontent de voir l’ennemi frapper à sa porte, il leur tirera dessus au travers des persiennes. Il paiera de sa vie cette action (qui sera qualifiée d’héroïque et fera de lui un martyr) : les Allemands répliquent et mettent le feu au manoir tout en pillant celui-ci. Le compositeur, s'il n'a pas déjà été tué par balles lors de la fusillade, meurt dans les flammes.
Cet incendie a pour conséquence de détruire de nombreuses partitions, dont le conducteur et les parties d’orchestre des actes 1 et 3 de Guercœur. Magnard éditait en effet bon nombre d'œuvres à compte d'auteur, ne laissant ainsi qu'une ou deux copies en circulation, afin d’en contrôler la diffusion. Miraculeusement, la partition d'orchestre du deuxième acte se trouvait à Paris lors de l'incendie, ce qui a permis de conserver l’orchestration originale.
Disposant de la réduction piano-chant éditée en 1904, Guy Ropartz reconstitue de mémoire l'orchestration des actes perdus en 1915-1916. Devenu directeur du Conservatoire de Strasbourg en 1919, il dirigera d’ailleurs l’acte 3 lors d’un concert à Strasbourg le 7 février 1923.
Il faut cependant attendre le 24 avril 1931 pour voir l'œuvre créée dans son entièreté sur la scène de l'Opéra de Paris, où l’émotion est à son comble : bon nombre d’amis de Magnard sont présents dans la salle. De son côté, le public accueille chaleureusement la partition, permettant de la maintenir à l’affiche pendant 11 représentations, entre le 24 avril 1931 et le 8 mars 1932, avant qu'elle ne retombe dans l'oubli.
L'opéra, tombé dans l'oubli, a été redécouvert et enregistré en 1986 par Michel Plasson, avec  José van Dam et Hildegard Behrens.
Au Théâtre d’Osnabrück, en juin et juillet 2019, l'oeuvre est remise à l'honneur sous la direction d’Andreas Hotz et dans une mise en scène de Dirk Schmeding.
Puis une re-création française sur scène est assurée par la série de représentations programmées en avril et mai 2024 par l'Opéra National du Rhin, à Strasbourg puis Mulhouse, dans une mise en scène de Cristof Loy, avec Stephane Degout dans le rôle-titre. L'initiative est saluée comme une véritable renaissance par la critique,.
Comme le souligne Forum Opera qui consacre un article à l'oeuvre disparue de l'affiche, « pour ne reparaître que sporadiquement, en 1951 dirigé par Tony Aubin pour la radio, en 1986 enregistré par Michel Plasson avec José van Dam dans le rôle-titre, puis en 2019 au Theater Osnabrück en Basse Saxe. La production de l’Opéra national du Rhin, du 28 avril au 7 mai 2024, ne sera donc que la troisième dans l’histoire de l’œuvre. ».
Le numéro 339 de l'Avant-scène Opéra consacré à Guercœur paraît début mars 2024.
En février 2025, l'Opéra de Francfort monte à son tour Guercœur dans une mise en scène de David Hermann, sous la direction musicale de Marie Jacquot avec Domen Križaj dans le rôle-titre, Claudia Mahnke dans celui de Giselle et AJ Glueckert dans celui d'Heurtal.

## Rôles

### Personnages humains
- Guercœur baryton
- Giselle soprano
- Heurtal ténor

### Personnages célestes
- L'ombre d'une femme mezzo-soprano
- L'ombre d'une vierge soprano
- L'ombre d'un poète ténor
- Vérité soprano
- Beauté mezzo-soprano
- Bonté soprano
- Souffrance contralto

### Personnages allégoriques
- Les Illusions d'amour et de gloire : (deuxième illusion de gloire : Aimée Mortimer)

## Première distribution
| Rôle                 | Tessiture     | Distribution de la Première, 23 avril 1931 Chef d'orchestre : François Ruhlmann Mise en scène : Pierre Chéreau |
| -------------------- | ------------- | --- |
| Guercœur             | baryton       | Arthur Endrèze                                                                                                 |
| Heurtal              | ténor         | Victor Forti                                                                                                   |
| Giselle              | soprano       | Marisa Ferrer                                                                                                  |
| Verité               | soprano       | Yvonne Gall |
| Beauté               | mezzo-soprano | |
| Bonté                | soprano       | Germaine Hoerner                                                                                               |
| Souffrance           | contralto     | |
| L'ombre d'une femme  | mezzo-soprano | |
| L'ombre d'une vierge | Soprano       | |
| L'ombre d'un poète   | ténor         | Raoul Jobin |

## Argument
Magnard s'inspire des expériences communales italiennes et de l'Europe du Nord à la Renaissance, de l'Antiquité. Il défend ses propres idées dans cette oeuvre, notamment la laïcité avec des accents musicaux post-wagnéristes.
L'action commence avec le tableau idyllique d'un au-delà hors-temps et hors-espace où les "ombres" célèbrent la déesse Vérité qui règne entourée de Beauté et Bonté ayant vaincu Souffrance, terrassée à leurs pieds. Au milieu de ces chœurs lénifiants, la plainte d'un homme jeune s'élève : « Vivre ! Qui me rendra l’ivresse de vivre ? ». C'est celle de Guercœur, mort prématurément, et qui a la permission de revenir sur terre (une petite ville de Flandre ou d'Italie au Moyen Âge) pour retrouver Giselle, la femme aimée, son ami et disciple Heurtal et son peuple. Hélas, Gisèle a épousé  Heurtal,et ce peuple qu'il croyait également fidèle le rejette et finit par le haïr. Il est frappé à mort et Guercœur trahi, déçu et désenchanté, remonte dans les cieux où la Déesse Vérité prophétise le bonheur de l'humanité.

## Synopsis
Lieu de l'action : actes 1 et 3, au ciel, acte 2, sur terre dans une ville libre (note : une petite ville de Flandres ou d'Italie au Moyen-Age serait un bon cadre)

### Acte 1 - Les regrets
Ouverture ou Introduction symphonique

#### Scène 1
Au ciel, paysage de rêve, clarté lunaire, au fond, ombres errantes, au premier plan, ombre de Guercoeur
Le temps n'est plus - (Ombres, chœur, Guercœur) 

#### Scène 2
L'ombre d'une femme, l'ombre d'une vierge s'approchent de Guercœur
Est-ce toi, frère... (L'Ombre d'une vierge, l'Ombre d'une femme, Guercœur) 

#### Scène 3
L'ombre d'un poète s'approche de Guercœur
Nul ne comprend mon supplice (Guercœur, L'Ombre d'un Poète) 

#### Scène 4
Ah! Malgré toi, poète. - (Guercœur)

#### Scène 5
Lueur au fond de la scène pendant l'interlude, puis apparition de Vérité
Gloire a toi, Mère divine! (Ombres, Chœur, Vérité, Guercœur, Beauté, Bonté, Souffrance) 
Quelle plainte a retenti? (Ombres, Chœur, Vérité, Guercœur, Beauté, Bonté, Souffrance) 
Lumière progressive sur la scène puis pleine lumière
Loin de moi, doute de l'infini (Ombres, Chœur, Vérité, Guercœur, Beauté, Bonté, Soufrance) 

#### Scène 6
Nuit complète sur la scène, Vérité seule lumineuse
A moi, forces de la nature (Vérité) 
Pleine lumière

##### Scène 7
Jardins d'azur (Vérité) 

##### Scène 8
Clarté lunaire comme au début de l'acte, des nuées cachent Bonté, Souffrance et Vérité
Le temps n'est plus, l'espace n'est plus (Ombres, Chœur, Bonté, Souffrance) 

### Acte 2 - Les Illusions
Sur terre, une colline boisée à l'aurore, au printemps, au loin une ville, au premier plan Guercoeur endormi

#### Scène 1
Guercoeur s'éveille ébloui par la lueur, il regarde à l'entour avec stupeur
N'est-ce pas la clairière au fait de la colline ? (Guercœur)

#### Scène 2
Non, Guercoeur, Giselle ne peut croire à ta mort (chœurs)
Chère Giselle, fidèle (Guercœur)
Non Guercoeur, le peuple ne peut croire à ta mort (chœurs)
Tu seras acclamé comme un vainqueur, tu seras acclamé comme un guerrier (chœurs)
Peuple aimé, peuple fidèle (Guercœur)

##### Deuxième tableau: l'amante
Une chambre dans l'ancienne demeure de Guercœur

###### Scène 1
Giselle, la douceur de reposer près de toi (Heurtal)
Heurtal, tes bras blancs et tes lèvres fraiches (Giselle)

###### Scène 2
Giselle quitte brusquement Heurtal et s'approche de la fenêtre
Assez de honte et de misère, assez de souffrances ! (Chœurs)

###### Scène 3
Giselle, effrayée quitte la fenêtre qu'Heurtai referme
J'ai peur aussi, Heurtal, L'émeute gronde dans la ville et la force des foules est aveugle (Giselle)
Hé donc, rassure-toi, je sais comment l'on mate le lion populaire ! (Heurtal)

###### Scène 4
Giselle est seule
Comme je l'aime (Giselle)

###### Scène 5
Guercœur arrive
Giselle, n'aie crainte ma Giselle (Guercœur)
J'ai trahi mon serment ! Maître, maître, pardonne-moi (Giselle)
Si cruelle, si touchante, si traitresse, si belle (Guercœur)

###### Scène 6
Retour de Heurtal qui se jette sur Guercoeur
Oses-tu frapper ton maître, Heurtal ? (Guercœur)

###### Scène 7
Heurtal constate le départ de Guercœur et s'inquiète de la rue
Un vent de démence souffle sur cette ville (Heurtal)

##### Troisième tableau: le peuple
Bravo Heurtai, Bravo ! Nous voterons pour toi ! (chœurs des hommes hors de la scène)
Les bandits ! C'est une honte, révoltons-nous ! Du pain, du pain ! (chœurs des femmes sur la scène)
Silence les femmes ou nous cognons ! (chœur des hommes)
Voyez donc là, cet homme, ne dirait-on pas Guercœur ? (chœur des femmes
Vive Heurtai ! Vive Heurtal ! Nommons-le dictateur ! (chœur des hommes)
Non, non, ça ne peut pas durer ! Révoltons-nous ! (chœurs des femmes)

### Acte 3: l'espoir

#### Scène 1
Au ciel
Mère entend monter vers toi (Vérité, Bonté, Souffrance, Beauté)

#### Scène 2
L'ombre de Gercoeur soutenue par Souffrance s'avance dans l'allée à pas chancelants
Il revient, trahi dans son amour, trahi dans sa foi (Bonté)

#### Scène 3
A droite, lumineuses, paraissent Vérité et Beauté. Bonté les rejoint.
Mère, vois l'orgueilleux qui déserta le ciel (Souffrance)
Il resta grand dans la détresse (Bonté)
Sois pardonné (Vérité)
Louanges à vous, puissances bienfaisantes (Guercœur) 
Espoir (Guercœur, puis les créatures célestes)

## Discographie sélective
- Michel Plasson dirige l'Orfeon Donostiarra et l'Orchestre du Capitole de Toulouse avec Hildegard Behrens, Michèle Lagrange, Nathalie Stutzmann, Nadine Denize, José van Dam, 1986, EMI
- 1951 Bernard Demigny, Marcelle Bunlet, Fernand Faniard; orchestra and chorus conducted by Tony Aubin (Bourg, 1985)